# イアーラ

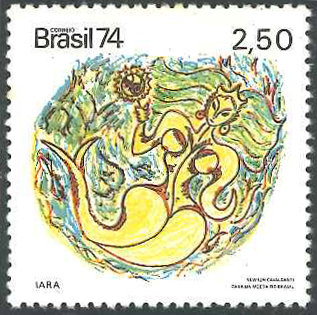
ブラジルの郵便局による公式記念切手（1974年）に描かれたイアラ。

イアラ、イアーラ（葡: Iara, Uiara）またはヤラ（西: Yara）は、ブラジルやペルーにまたがるアマゾン地方の神話に登場する美しい人魚。別名マイン・ダグア（Mãe-d'água）。
イアラは先住民に伝わるイプピアラに端を発したともいわれる。これにヨーロッパのセイレーンやマーメイドなど半女半魚の、男を誘惑するという要素が混合されたと思われる。
一部の解説によれば、原初のイアラは先住民のような浅黒い肌や黒髪、黒い瞳の女性の姿をしていたはずだとする。しかし、19世紀の文学的描写では、ブロンド（金髪）の描写や、緑目、緑髪の描写が登場し、後の世代にも受け継がれている。イアラを碧眼金髪とする解説も一般的にみられる。

## 語源
イアラはトゥピ・グアラニー語族の言葉で、古トゥピ語ではyîara = y 「水」+ îara 「旦那、婦人」、転じて「水の女王」、ニェエンガトゥ語でもやはり iiyara＝ií「水」+îara「主人、婦人」から成る。
正式な語形は三音節の u-[y]ára, u-[i]ára であるとも語学誌に述べられる。

## 伝承
イアラに関する伝説は世代を経て伝えられるうちに内容に異同が発生している。16世紀と17世紀の年代記はこの生き物をイプピアラと呼び、漁師を川の底に連れていってむさぼり食う魚人であると記録している。魚人イプピアラの伝承が、誘惑的な人魚イアラの伝承に変わったのは18世紀のことである（ § 起源説参照）。
美しいイアラの魅力に屈し、情熱に溺れてしまった若い男性の物語がブラジル全土の漁師―淡水・海水を問わず―によって語られた。曰く「彼女は昼下がりに水底の家を出る。半分女性で半分魚として水面から顔を出すと、長い髪を赤い花で飾って男を誘惑する。時には人間の姿をとって犠牲者を探しに出かける」と。

### 外見の描写
外観は、長い黒髪に栗色の目の他、様々に伝承される。金髪碧眼や緑髪の描写が文学に現れたことも（後述）影響したと思われる。ジョアン・バルボーザ・ロドリゲス（1881年）が論じたところでは、原生林に暮らす淡水系のイアラは浅黒い肌（tez morena）に黒髪、黒い瞳で、北の海の方に棲むものは海藻のような濃い緑色の瞳だという。ただし同時に、白人社会化した原住民であるタプヨたちは、海水系の金髪碧眼なマーメイド（sereia）も信じていた。
19世紀のロマン主義派の詩などでは、金髪に淡色の眼、あるいは緑の眼に描かれた。これらは純ネイティヴのフォークロアと比べて、ヨーロッパの感化に影響された脚色と考えることができる。レアンドロ・トカンチンスは、イアラがカボクラ（のような赤銅色の肌）の、長い黒髪とアーモンド型の目をした女性の描写の方を好む、と述べている。
また、同じ内容の説話でも、稿本によってイアラの髪色などの描写が変遷している。マナウスのイアラの話（「A Yara」）は、フランシスコ・ベルナルディーノ・デ・ソウザ編（1873年）では簡潔な描写になっており、魅惑された青年の目から見たイアラは"髪が黄金のような金髪で、ムルレ（*スイレンまたはホテイアオイ類）の花を結わいてとめており"、"その緑色の眼が見つめていた"。のちのアリノス編本（1917）では青年に名前ジャグアラリがくわわり、イアラの描写は複雑化する。髪はパウ・ダルコの花の色（Handroanthus属）に譬えられ、肌はヘラサギ属の羽のピンク色と、サプカイアの花の色だとしている。英語で出された1997年版では、単に"緑色の髪とピンク色の肌"と簡易にまとめられている。
ピンク色については、イアラとボト（ピンク色のアマゾンカワイルカ）との関連が指摘される。また、腰から下はカワイルカの胴体と尾だと描写されることがあり、 川辺の岩に座って髪をとかしたり、太陽の下でうとうとしている。
某テレビ局番組の案内では褐色の肌と長い緑の髪、栗色の目を持つとする。

### 誘惑の美女
イアラは男の気配を感じると、彼女は優しく歌い始め、男を誘い出す。一度イアラの魔法にかかると、男は何でも捨てて永遠に水中で彼女と暮らすようになる。
マナウスのイアラの説話では、誘惑されるのは、タプヨの酋長（tachaua）の息子としかベルナルディーノ・デ・ソウザ編本にはないが、アフォンソ・アリノス編の説話では、マナウス族の酋長の息子ジャグアラリ青年という名で登場し、イアラに夢中になり、危険な日没後まで彼女のいるタルマン（Taruman、異本:Tarumã ） 岬の滝まで出かける。母親は心配してやめさせようとし、ついには家族そろってその地を捨てて引っ越そうともちかけるが、青年はもうイアラから離れることができなかった。最後にイアラと一緒にいるのを村人に目撃されたきり、行方は分からなくなった。
イアラの縄張りを通り過ぎるだけで、欝（）となり、神経的興奮を発し、狂気のような状態に陥ってしまうという。一見、狂犬病症状にも似るが、水を恐がるのではなく、逆に水に引きつけられる様子をみせる。

#### ペルーの異聞
ペルーのリマ出身だが、マヌー州へ林業に出稼ぎに行った若者の説話「ヤラの贈物」も、スペイン語で収集されている（ガレアノ編本、2018年刊）。美しい娘を見かけた後、若者は夜中に誘うような音楽を聴くが、十字架やイルカの歯のお守りを握りしめて耐える。ついには魚がバタバタする音がしたが、あくる朝になると、ドラドという魚の贈り物だった。周りからは、ヤラ（イアラ）に見初められたので、他の女性に恋することが難しくなった、と助言された。また先住民からは、これは幸運を運んでこようとしたイアラの好意だったので、捕まえにゆくべきだった、と言われた。
漁師のあいだのみならず、このように長期のあいだ森に籠る伐採従業員のあいだでもヤラ（イアラ）伝説が伝わることが指摘される。

### 戦女起源譚
アマゾンの先住民たちは、イアラが人間だったころの話を伝えている。ブラジルの民話によると、イアラは家父長制の部族にいた若く美しい先住民の女性で、戦いの才能を開花させ、部族全員から賞賛され、父親からも尊敬された部族の長であったが、兄弟たちの嫉妬を買い、夜の間に彼女を殺害することにした。伝説によると、イアラは兄たちの攻撃から身を守る術を知っており、誤って兄たちを殺してしまったという。
そこでイアラは森に逃げ込んだ。しかし父親に追われ、イアラは捕らえられた。罰として、イアラはソリモンエス川（アマゾン地方）に投げ込まれた。そこで魚たちに助けられ、満月の夜だったため、イアラは美しい人魚に変身した。別の説によれば、彼女の兄弟が彼女を殺して川に落としたという。月の女神ジャシは彼女を憐れみ、イアラを美しい人魚に変えた。それ以来、イアラはアマゾンの川に棲みつき、男たちを征服しては川底に連れて行き、愛し合ったり溺れさせたりしている。

## 実録的逸話
フレデリコ・ジョゼ・デ・サンタナ・ネリが「イアラの話」のパラー州版として所収しているのは、いわば実録である。州都（ベレン）発行の新聞に、ジャヌアリオ・マリーニョ（Januario Marinho）の水死体が発見された。サンタナ・ネリも同市の出身者で、被害者はポルトガル出身者だが、許嫁は同郷の名士の娘（名はムンディカ）だとされる。関係者は、この婚約者の娘を含めてイアラのしわざだという話を供述した。男性は近くの水路の水場にいく習慣があったが、帰ってきた素振りから問い詰めると、白い服を着、金褐色の髪でエメラルドグリーンの眼をしたイアラに遭遇したらしい、と娘などが証言した。また、男の友人というドイツ人も、銃をもって同伴したとき、男がイアラに襲われて気絶した。そのときのトラウマを語ったが、その後、気が触れたようになったという。それでも水場に行く衝動を抑えられていなかった、ついにイアラにやられたのだろうという。しかしそれは、おそらく殺害の事実を隠蔽するための作り話だろう、と採取者は示唆している 。
また、イアラ伝説に関する実録エピソードとしてとりあげられるのが、ジョアン・バルボーザ・ロドリゲス Jr. （1872–1931）が父親と共同で某部族の文明化に尽力していた時、Jr.の妻である白肌で碧眼金髪の女性が小川で水浴びをしていると、それを目撃した先住民たちが"Uiara! Uiara!"と騒ぎ出したという。

## 文学上の描写

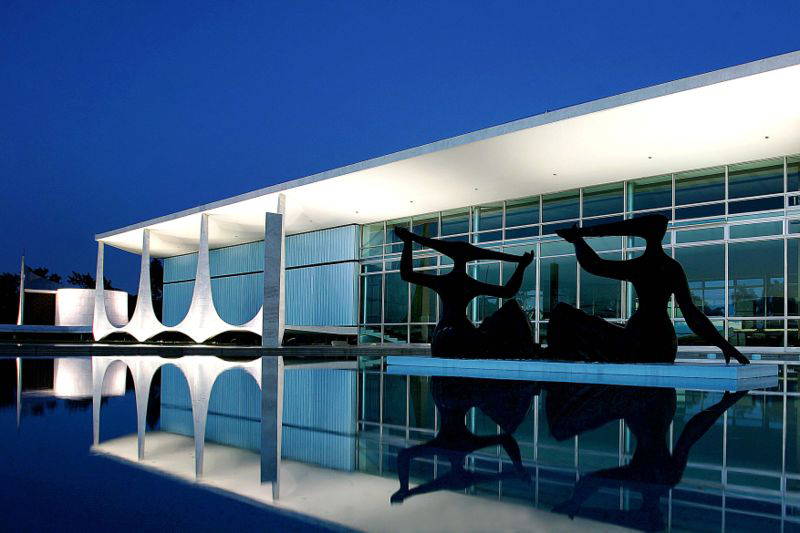
彫刻「イアラ」、アルフレド・チェスキアッティ作―アルボラーダ宮殿に設置

イアラについてはアントニオ・ゴンサウヴェス・ジアス「マイン・ダグア」（"A mãe d'água"、1851年）が金色の髪とし、アレグサンドレ・メロ・モラエス・フィーリョの詩・歌詞『As Uiaras』（1897年演奏）によれば、イアラたちは"獏の歯よりもなお[肌は]白く、ジャガーの毛皮よりも金髪然"で、美しかったと述べられる。ジョゼ・デ・アレンカール の小説『O tronco do Ipé』（1875年）では、その長髪が周囲の葉の色（になじむ緑色）だとしている。
モダン派の詩にもイアラは描写される。カッシアーノ・リカルドは、『マルティン・チェレレ』（1928年）において "不思議な女性、かく美しく、かく色白く、絶世の女性：緑の髪、黄色い目。その名もウイアラ"と歌っている。マリオ・デ・アンドラーデはその詩「Clã do Jabuti」（「亀の一族」、1927年）において川の人魚を登場させるが、これはマイン・ダグアのことを指すとみなされており、詩中、"川の緑藻の髪" をもつと歌われる。

## 類型
マイン・ダグア（Mãe-d'água）またはマイン・ダス・アグアス（Mãe das Águas、「水の母」の意）は、川や湖の超自然的な精霊で、アマゾン流域のイアラと同一視される。
またヨルバ人の信仰には、創造・水・月・母性・保護のオリシャであるイエマンジャーという水の精霊がいるが、これとイアラの混淆がみられる。イアラもイエマンジャーも、もとのルーツは先住民のイプピアラであるという考えの一派がある。
また、現地で「ボト」と呼ぶカワイルカも、人間の女性に化けるという言い伝えがあり、イアラやイエマンジャーと同類であるという考察がある。
また、変身と誘惑を兼ね添えた存在ならば、他にもコブラ・ノラトや、コブラ・グランデがいる。

## 起源説
ブラジルには18世紀まで、蠱惑的に男を誘うマーメイド的なイアラ伝説はなかった、と説かれる。それまでは先住民に伝わるイプピアラという男性のマーマンの伝説があるのみだった。植民地時代、そこからヨーロッパの人魚の影響を受けて、イアラ伝説に至る。
ただし19世紀半ばより古い碧眼金髪の描写はみられない、とカマラ・カスクードは考察する。
イアラはそもそも2つの原住民の伝説、水魔イプピアーラに加え、大蛇コブラ・グランデに由来するが、ポルトガル人のモウラ・エンカンターダ（'魅惑的なモーロ人/黒人女性'）伝説も習合されていというのが、早期のカスクード説の骨子である。カスクードは後の『ブラジル民俗辞典』（初版1954年）において、「マンイ・ダグア（水の太母）」は、様々なヨーロッパ伝説や原住民神話の影響の可能性があるとまとめている。サンタナ・ネリ（1889年）などはドイツのライン地方のローレライ伝説の影響を提唱する。他の解説者もイアラは、だんだん半女半魚のイメージの方向へ、欧州のセイレーンやマーメイド伝説の影響をうけて転換していったと説いている。

## 翻案
アンドリュー・ラングは、 『ブラジルのフォークロア』からの説話（上述のサンタナ・ネリ著作より「パラー州版」、 § 実録的逸話参照）を再話し、『ちゃいろの童話集』に所収している。邦題は「ヤラの話」。